# آتسویوشی فوروتا
آتسویوشی فوروتا (به انگلیسی: Atsuyoshi Furuta) بازیکن فوتبال اهل ژاپن و عضو تیم ملی فوتبال ژاپن است که در تاریخ ۱۳ اوت ۱۹۷۱ میلادی اولین بازی ملی‌اش را انجام داد. او در ۳۲ بازی ملی حضور داشت و آخرین بازی ملی خود را در تاریخ ۱۵ دسامبر ۱۹۷۸ میلادی انجام داد. آتسویوشی فوروتا در بازی‌های ملی‌اش
گلی به ثمر نرساند.